# Palvere

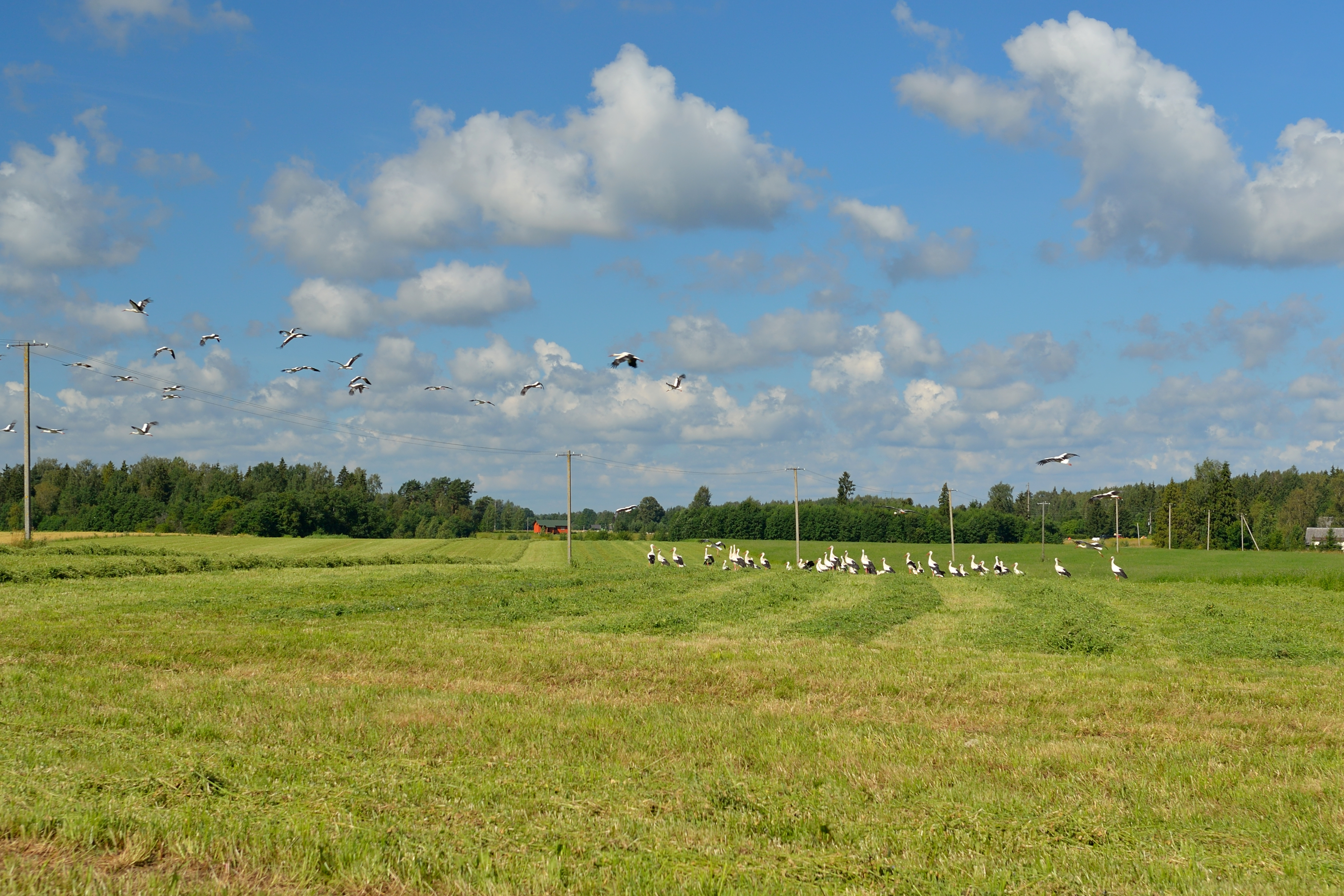

Palvere (autrefois en allemand : Pallifer) est un village du nord de l'Estonie de la province d'Harju (autrefois : district d'Harrien) appartenant à la commune de Kose. Au 31 décembre 2011, le village compte 146 habitants.

## Histoire
Un domaine seigneurial a été formé au Moyen Âge, mais n'a été mentionné par écrit qu'en 1493. Il appartint d'abord aux familles von Berg, von Lüder, puis aux barons Pilar von Pilchau. Woldemar von Hunnius l'acquiert en 1909, mais il en est expulsé en 1919, lorsque la réforme foncière de la nouvelle république estonienne exproprie les propriétaires terriens.
Le manoir actuel date de 1845. Il est entouré d'un parc de 5 hectares, à 700m de la rivière Taebla. C'est un petit manoir de pierre d'un étage peint en rose, avec un fronton triangulaire au milieu de la façade. Deux petites avancées surmontées d'un balcon en guise de toiture décorent chaque côté de la terrasse du logis, qui se trouve au milieu de la façade du côté du parc. C'est aujourd'hui un petit hôtel de campagne, apprécié des touristes.